# Primulina glabrescens
Primulina glabrescens là một loài thực vật có hoa trong họ Tai voi (Gesneriaceae). Loài này có ở Quý Châu (Trung Quốc) và được W.T.Wang & D.Y.Chen mô tả khoa học đầu tiên năm 1985 dưới danh pháp Chirita glabrescens. Năm 2011, Mich.Möller & A.Weber chuyển nó sang chi Primulina.